# Conservazione degli alimenti
La conservazione degli alimenti è uno dei processi fondamentali della trasformazione agroalimentare e che si prefigge come scopo primario di preservare nel tempo l'edibilità e il valore nutritivo di un prodotto agroalimentare, prevenendone le alterazioni accidentali e limitando nel tempo la portata delle trasformazioni inevitabili ed inarrestabili che l'alimento subisce nel tempo, in accordo alla Prima Legge di Parisi della Degradazione Alimentare. Nel quadro delle tecnologie applicate si colloca come ambito di studio e applicazione della tecnica conserviera, che per tradizione si affianca alle branche fondamentali delle industrie agrarie (industria enologica, industria lattiero-casearia, oleificio).
La conservazione si prefigge lo scopo di preservare le proprietà intrinseche dell'alimento permettendone l'utilizzo dilazionato nel tempo. In questo ambito la conservazione è una tecnologia adottata per rendere fruibile l'alimento tal quale in un arco temporale che va da pochi giorni ad alcuni anni. Un esempio emblematico è la conservazione del latte alimentare: il latte appena munto è un alimento che non necessita di alcuna trasformazione, tuttavia è soggetto ad alterazioni microbiche che nell'arco di pochissime ore lo rendono incommestibile a causa dell'incremento della carica microbica patogena; i processi di trasformazione industriale del latte alimentare hanno lo scopo fondamentale di preservarne l'edibilità e renderlo utilizzabile a distanza di alcuni giorni o di alcuni mesi.
Come processo collaterale, la conservazione si prefigge lo scopo di preservare le proprietà tecnologiche del prodotto destinato alla trasformazione fisica o al trasporto. In questo ambito la conservazione è una tecnologia secondaria adottata come fase integrata a supporto di un processo di trasformazione che esula da fini temporali. Un esempio emblematico è la conservazione del latte destinato alla caseificazione: la carica patogena del latte, in questo caso, ha un'importanza secondaria in quanto sarà abbattuta dal processo della caseificazione; tuttavia la carica microbica avrà effetto sul valore merceologico della materia prima; in questo caso, la refrigerazione, ad esempio, ha lo scopo di limitare le perdite di valore tecnologico del prodotto durante le fasi di sosta nell'azienda agraria, trasporto al caseificio e stoccaggio in attesa del processo di caseificazione.
Lo sforzo principale è rivolto a fermare o quantomeno a rallentare il deterioramento delle sostanze e quindi a prevenire i fenomeni di avvelenamento alimentare . Ai metodi tradizionali quali il raffreddamento e la messa sotto sale si affiancano, specie nella produzione di formaggi e vini, processi più moderni che prevedono l'aggiunta di microrganismi catalizzatori come i lieviti. Oltre al valore nutritivo, nei processi di conservazione si presta attenzione anche all'aspetto e al sapore, specie nelle economie di mercato in cui tali parametri forniscono valore aggiunto agli alimenti.

## Storia
Anche se nel Medioevo la conservazione dei cibi si limitava ad alcuni processi che prevedevano l'utilizzo di aria, ghiaccio, sale o fumo, nel Nord Europa esistevano dei locali detti nevaie o ghiacciaie costruiti in pietra e adibiti allo stoccaggio della neve. I cereali e la loro conservazione erano un urgente problema, venivano conservati con la macinatura o con l'essiccatura al sole o all'aria ma spesso germinavano o ammuffivano. La tostatura invece permetteva di conservare a lungo i cereali commestibili ed era molto utilizzata.
Un salto in avanti fu fatto con la nascita, nei primi anni dell'Ottocento, delle conserve alimentari. L'intuizione si basava sul calore che rallentava i processi demolitivi del cibo. La scoperta influì molto sul metodo di conservazione delle derrate militari napoleoniche e venne allora pubblicata col titolo di Art de conserver.
A metà Ottocento l'inglese Peter Durant applicò l'idea della conservazione con dei contenitori di latta. La sua intuizione ebbe un ampio successo, soprattutto nella conservazione delle diete alimentari e da questa scoperta si sviluppò il cibo in scatola.
Nel 1856 in Italia, Francesco Cirio costruì la prima fabbrica di piselli in scatola e il primo impianto per la lavorazione del pomodoro in scatola.
Sin dai tempi antichi le conserve alimentari venivano preparate in casa dalle massaie e conservate per essere consumate quando non erano disponibili i prodotti freschi.
Con l'avvento dell'industria alimentare, dalla metà del XIX secolo, si iniziò la produzione industriale di conserve alimentari. Fra le prime in assoluto si possono considerare le conserve di pomodoro nella versione di: passata, pelati e concentrati di pomodoro. Successivamente vennero prodotte le confetture di frutta e quindi ogni tipo di prodotto conservato, a seconda del tipo, sott'olio o in salamoia.
Fra le conserve alimentari possono essere considerati anche altri tipi di alimenti come ad esempio il pesce sott'olio o al naturale e la carne in gelatina.
Dalla metà del XX secolo, con la diffusione dei frigoriferi domestici con surgelatore e la catena del freddo, si diffusero i prodotti surgelati che resero molto più veloce la preparazione dei pasti, specialmente in quelle famiglie, sempre più numerose, nelle quali entrambi i coniugi espletavano un'attività lavorativa fuori casa.
Oggi questo genere di alimenti è molto diffuso e si prevede lo sarà sempre di più, via via che l'industria alimentare andrà affinando la sua tecnologia per la produzione di alimenti conservati sempre più numerosi e pronti all'uso.

## Metodi di conservazione attuali
La conservazione tende principalmente sia ad evitare la proliferazione di batteri, funghi, muffe e altri microorganismi che, all'interno dei cibi, tendono a produrre sostanze di scarto tossiche per l'uomo, che a ritardare l'ossidazione dei lipidi, responsabile del fenomeno dell'irrancidimento. Esistono tuttavia processi particolari finalizzati a inibire il naturale invecchiamento che può occorrere durante la preparazione o la conservazione degli alimenti: un esempio è costituito dall'ossidazione della polpa delle mele, che dà luogo alla formazione della sgradevole patina marrone sulla superficie esposta una volta che il frutto è stato tagliato. Questo caso è esemplificativo, anche se rappresenta solo uno delle tante possibilità, delle conseguenze cui un alimento porzionato va incontro rispetto a quello non porzionato: la durabilità, di per sé non infinita in accordo alla Prima Legge di Parisi della Degradazione Alimentare, si riduce molto più velocemente a causa delle procedure meccaniche o comunque tendenti a frammentare la struttura originale in qualche maniera, secondo quanto predetto dalla Seconda legge di Parisi della degradazione alimentare In generale, tutti i nutrienti, una volta esposti a ossidazione, perdono le loro originali proprietà fisiche e nutritive.
Alcuni metodi di conservazione prevedono la sigillazione dei prodotti in appositi contenitori sotto vuoto immediatamente dopo il trattamento, per prevenire la ricontaminazione; altri, come l'essiccazione, permettono il normale impacchettamento senza la necessità di ricorrere a particolari precauzioni e garantiscono la conservazione degli alimenti per lunghi periodi.

### Basse temperature
Il congelamento consiste nell'abbassare la temperatura dell'alimento ad un valore costante, che può variare dalle varie circostanze dai -18 ai -25 °C. Questo trattamento non porta all'uccisione dei batteri (ma ne blocca l'attività replicativa della maggior parte di essi). Il congelamento però ha un difetto: durante la formazione del ghiaccio, questo potrebbe rompere le membrane cellulari dell'alimento, quindi durante lo scioglimento potrebbe verificarsi la parziale perdita di sostanze nutritive. Per questa tecnica è stata sostituita col surgelamento, che abbassa la temperatura in modo molto veloce, creando cristalli di ghiaccio più piccoli e non nocivi alle cellule.

### Alte temperature
- Affumicatura
- Appertizzazione
- Pastorizzazione o pasteurizzazione
- Pastorizzazione HTST
- Uperizzazione o UHT

### Metodi basati sull'alterazione della composizione dell'atmosfera
- Conservazione sottovuoto
- Conservazione in atmosfera protettiva
- Conservazione sotto oli vegetali (da cui il termine contratto "sottolio")
- Conservazione in atmosfera controllata

### Metodi basati sulle radiazioni
- Trattamento con microonde
- Trattamento con raggi ultravioletti
- Trattamento con radiazioni ionizzanti

### Metodi basati sul pH
- Conservazione sotto aceto (da cui il termine contratto "sottaceto")
- Acidificazione

### Metodi basati su agenti chimici
- Affumicatura
- Conservazione sotto alcool
- Aggiunta di additivi (antimicrobici, antiossidanti, stabilizzanti)

### Altri metodi
- Confezionamento in asepsi
- Alte pressioni idrostatiche o HHP (High Hydrostatic Pressure).

## Conservazione e durata
Sono frequenti i casi in cui l'integrazione fra conservazione e trasformazione fisica è ad un livello tale da rendere le due tecniche inscindibili anche sotto l'aspetto concettuale: la conservazione ha un impatto tale da configurarsi al tempo stesso come una vera e propria tecnica di trasformazione fisica. Un esempio emblematico, ancora una volta, si può trarre dalla tecnologia lattiero-casearia nel comparto dei latti fermentati (yogurt e prodotti similari): la fermentazione controllata del latte è, probabilmente, la più antica tecnica di conservazione del latte concepita dall'uomo. La trasformazione in latte fermentato è a tutti gli effetti una tecnica di conservazione, in quanto il pH del latte fermentato ha un effetto batteriostatico nei confronti dei microrganismi patogeni; la tecnologia è al tempo stesso una trasformazione fisica, dal momento che il latte fermentato ha caratteristiche intrinseche tali da non poterlo identificare con il latte alimentare propriamente detto. Esempi di questo tipo sono ricorrenti nella trasformazione di vari prodotti agricoli, della carne e del pesce attuata da alcuni comparti dell'industria conserviera classica, quelli destinati alla produzione delle confetture, dei succhi di frutta e dei cibi in scatola. In tutti questi casi, conservazione e trasformazione fisica si identificano concettualmente in un unico processo fondamentale.